# Бардо (город)
Ба́рдо (пол. Bardo, нем. Wartha) — город в Польше, входит в Нижнесилезское воеводство, Зомбковицкий повят. Занимает площадь 4,71 км². Население 2860 человек (на 2004 год).

## Галерея

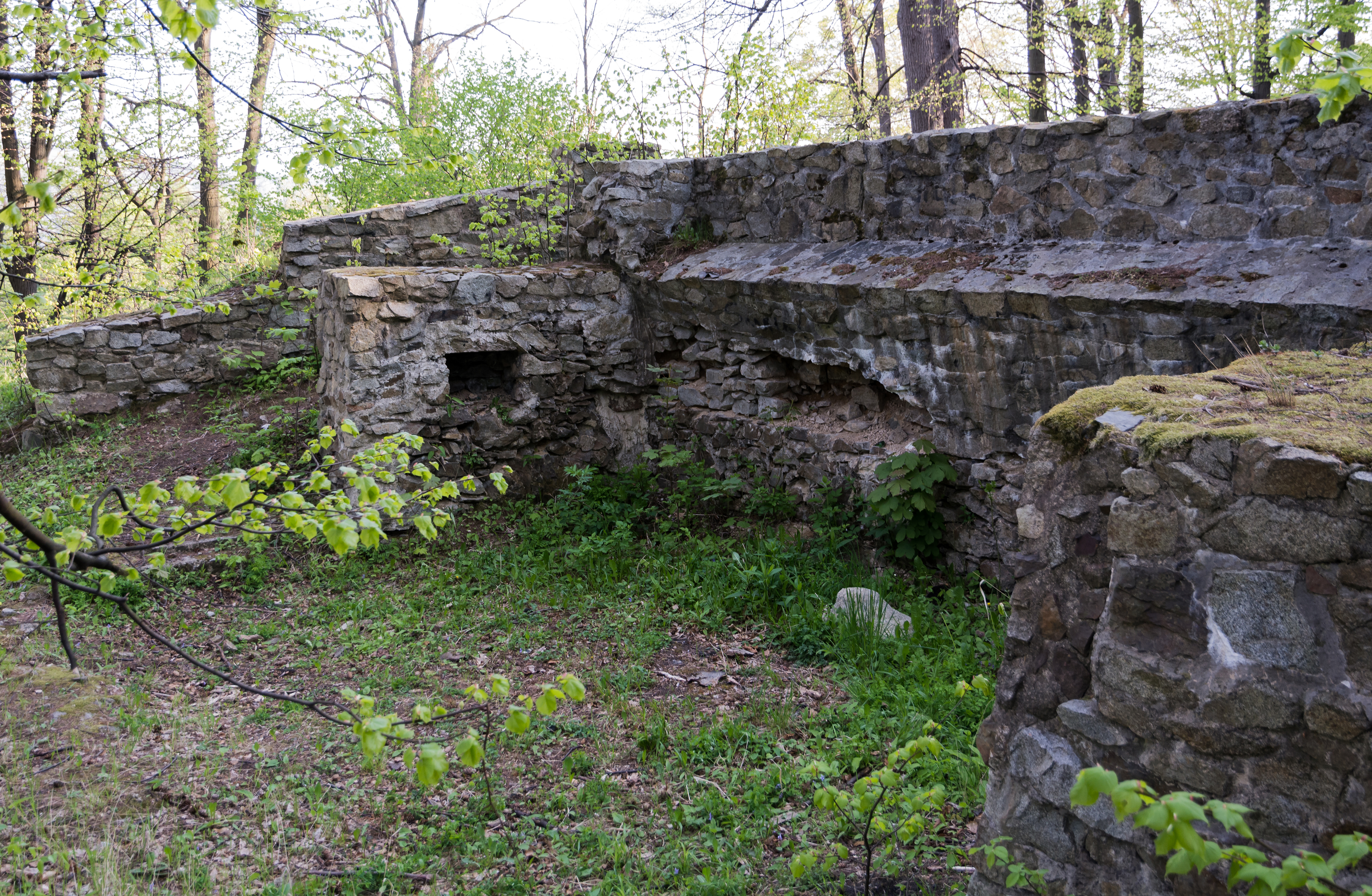
Руины замка Варта
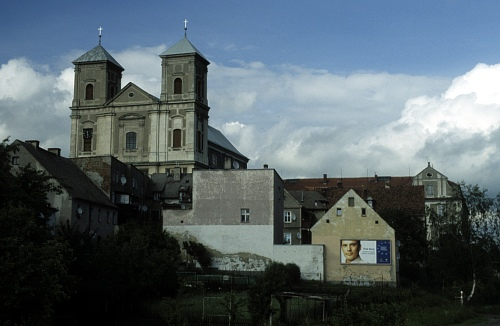
Церковь и монастырь
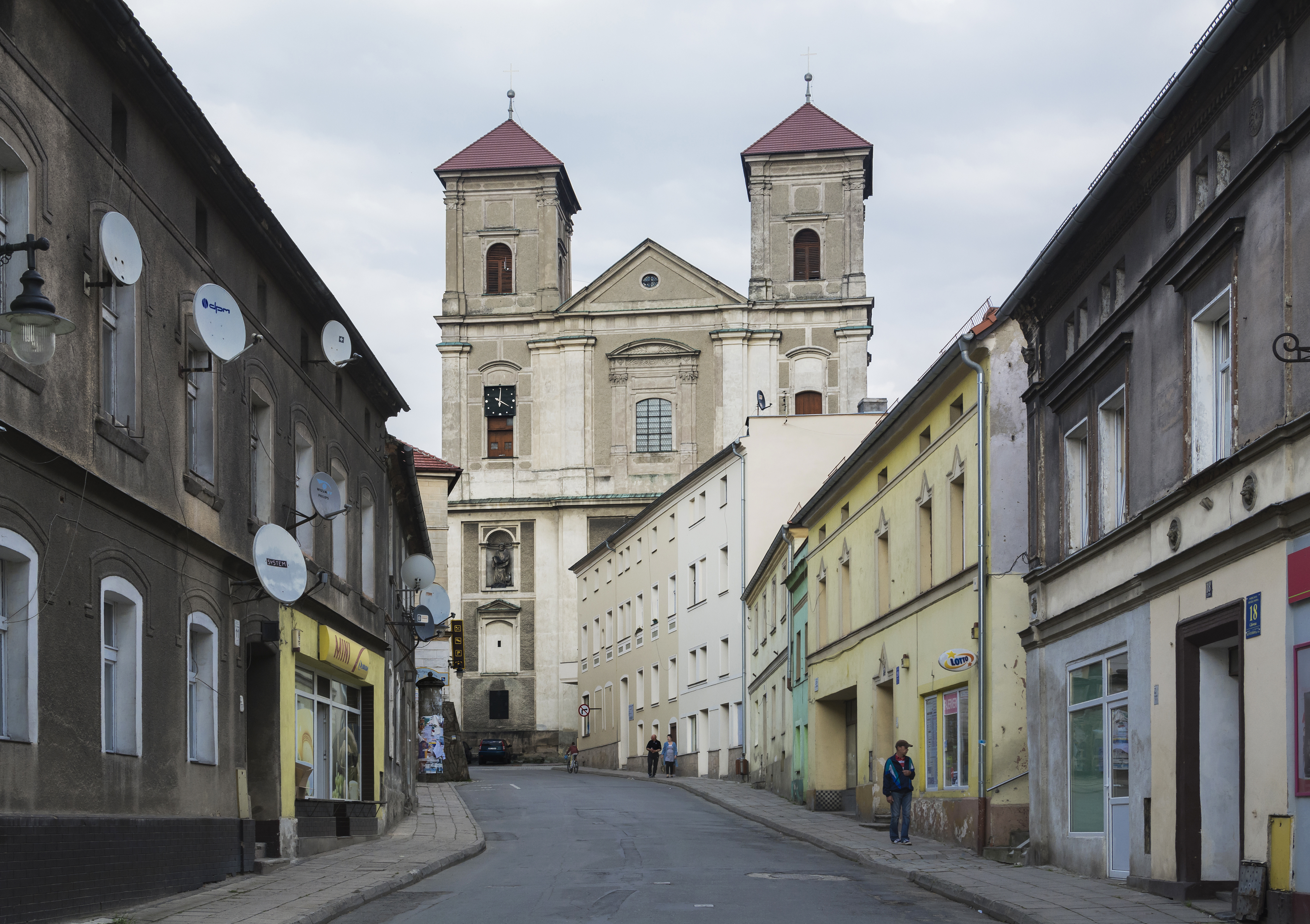
Старый город с видом на церковь
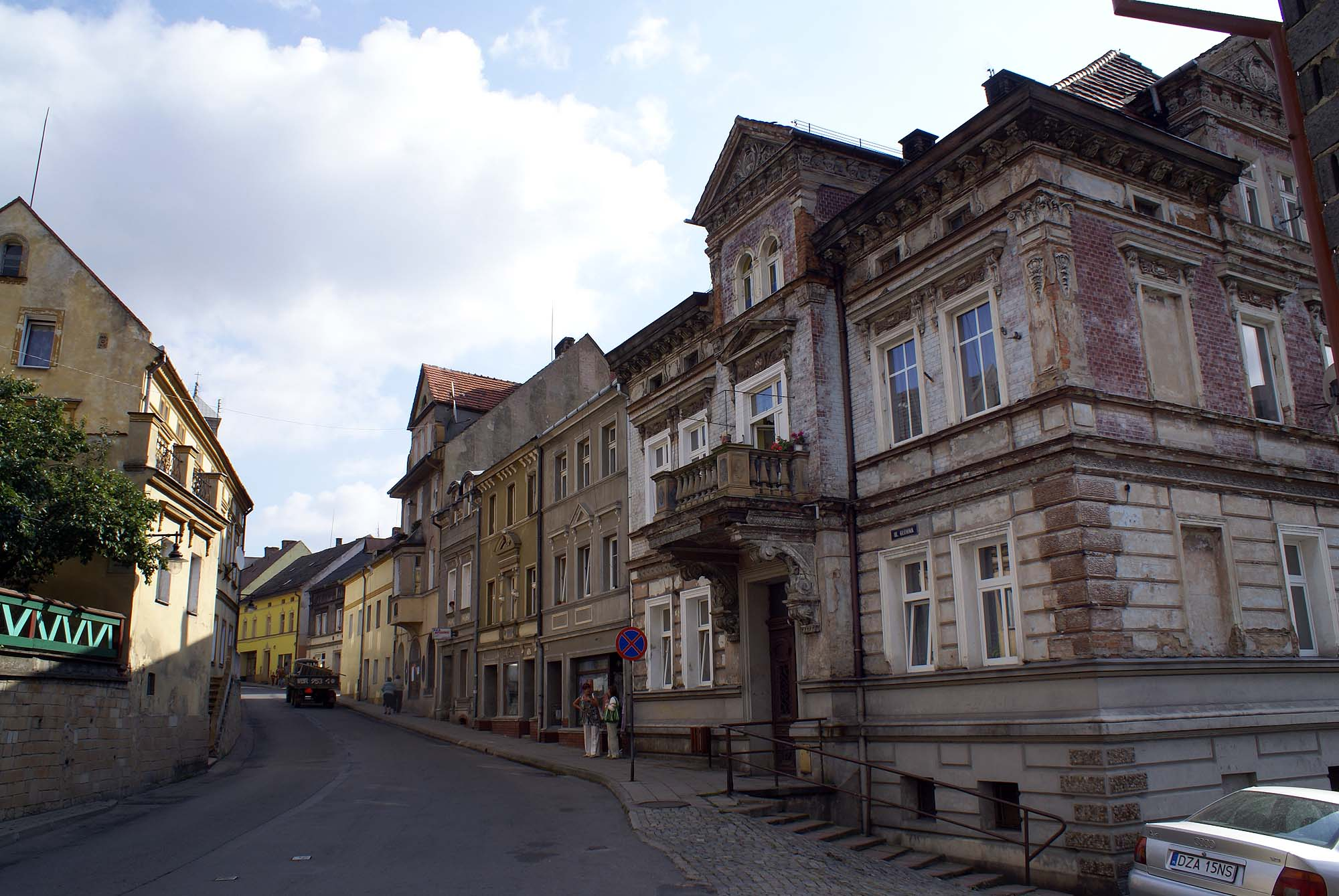
Старинная городская улица
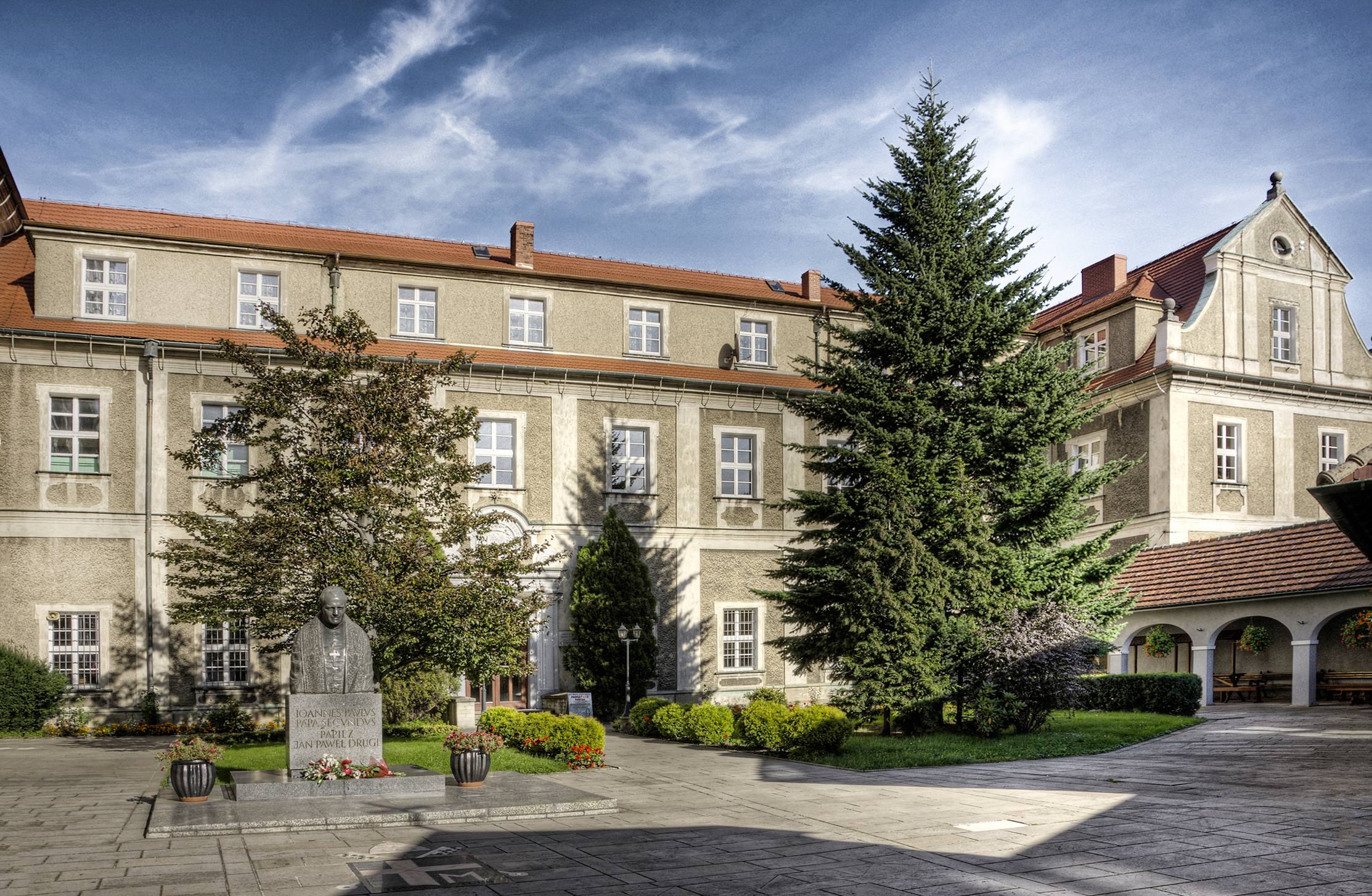
Пл. Свободы
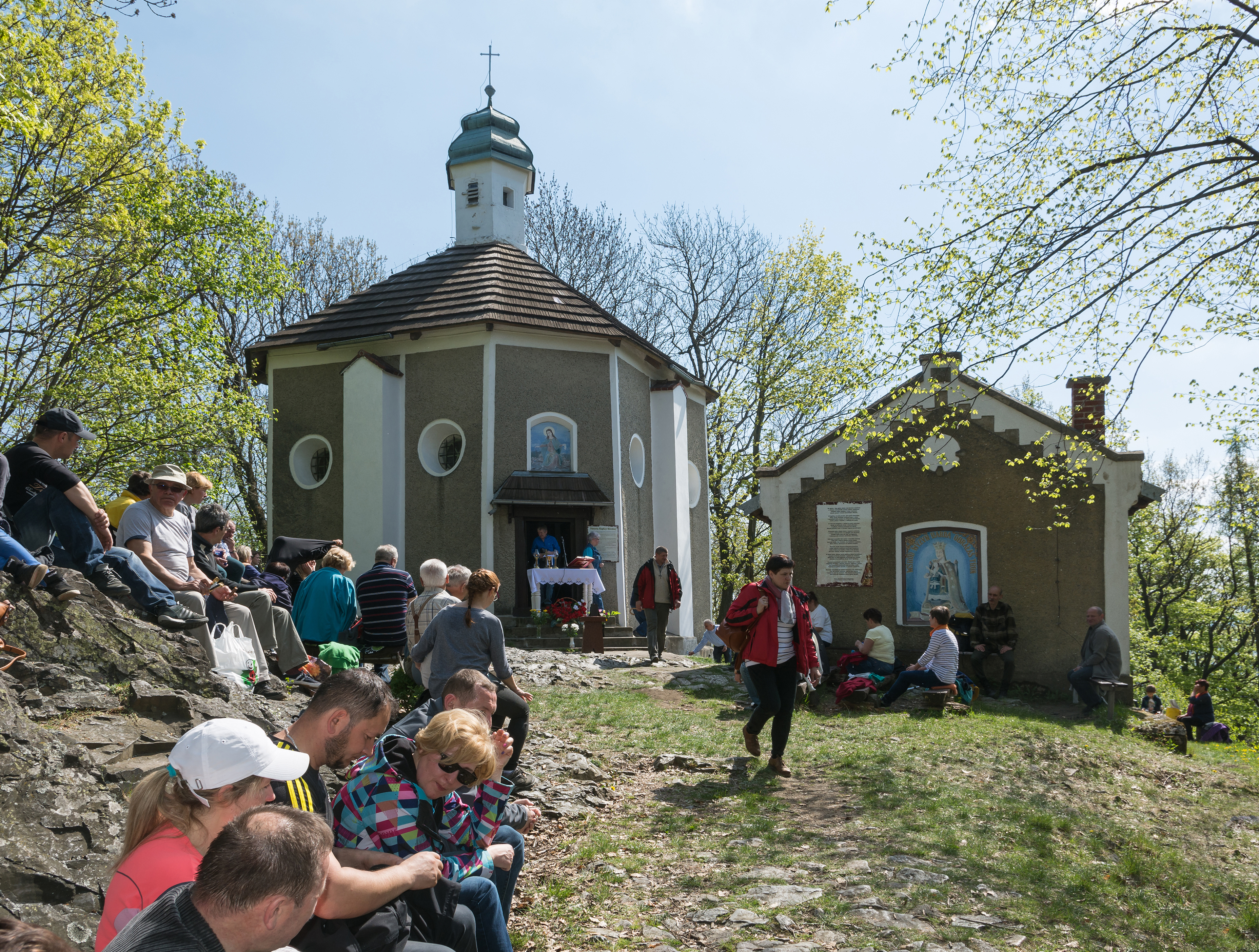
Часовня Девы Марии
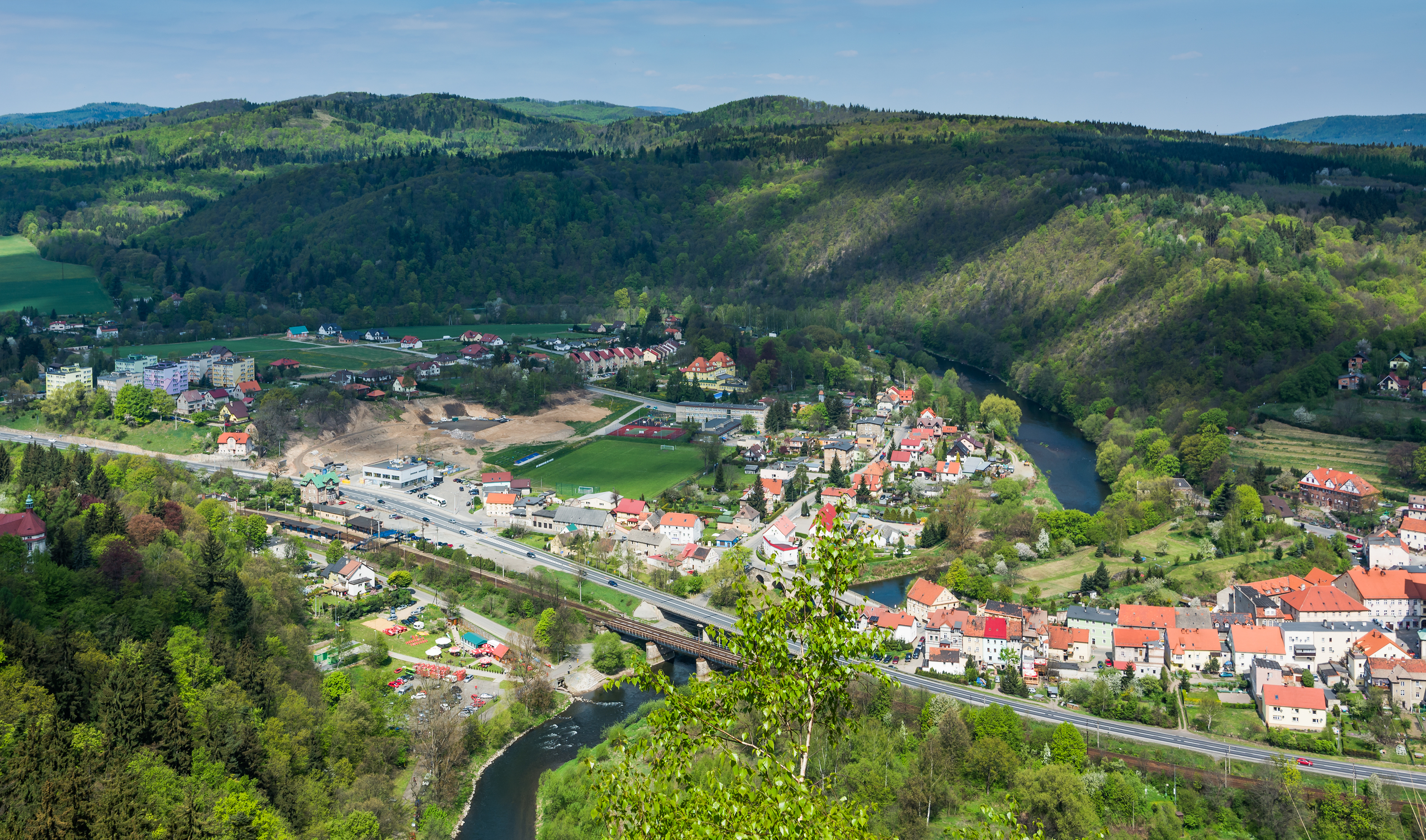
Общий вид города
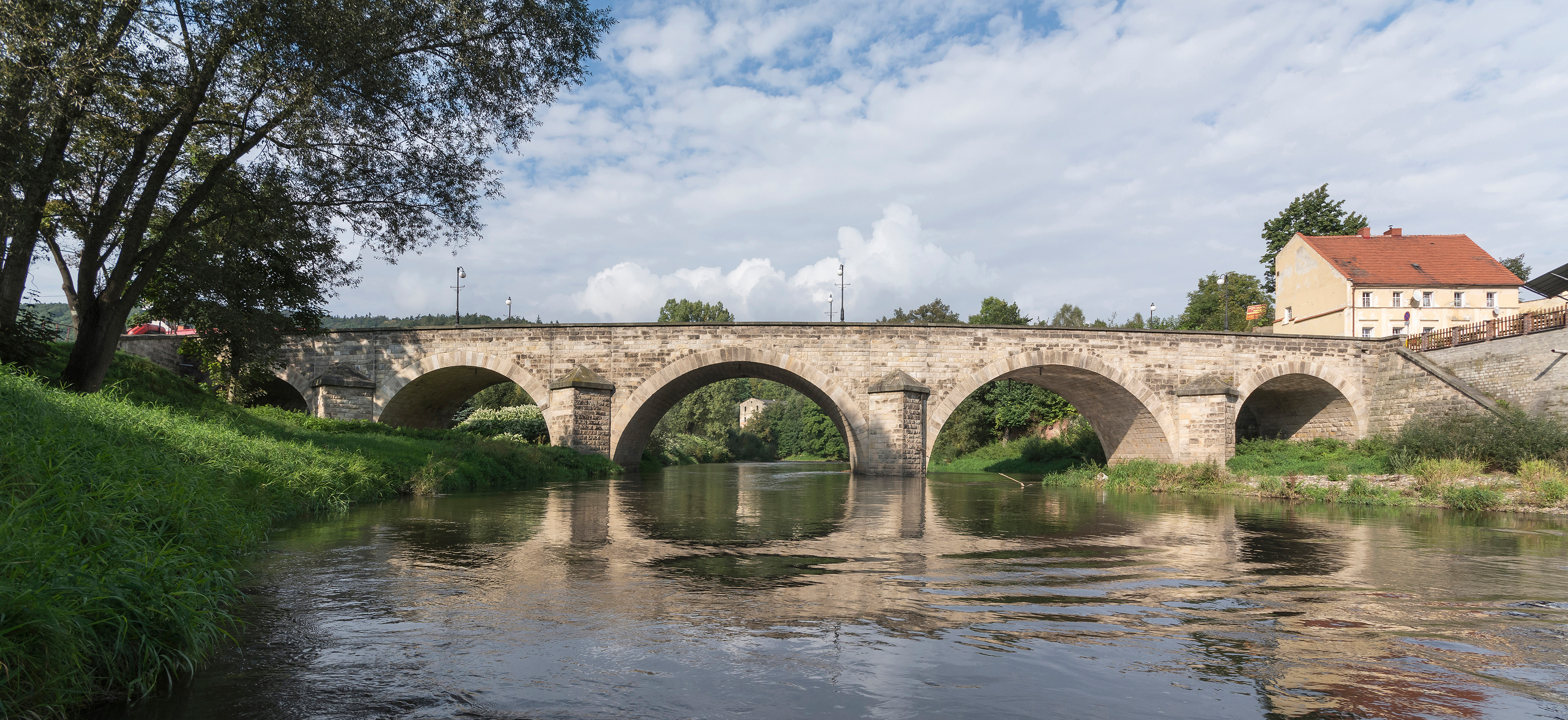
Каменный мост XVI века через Нысу-Клодзку
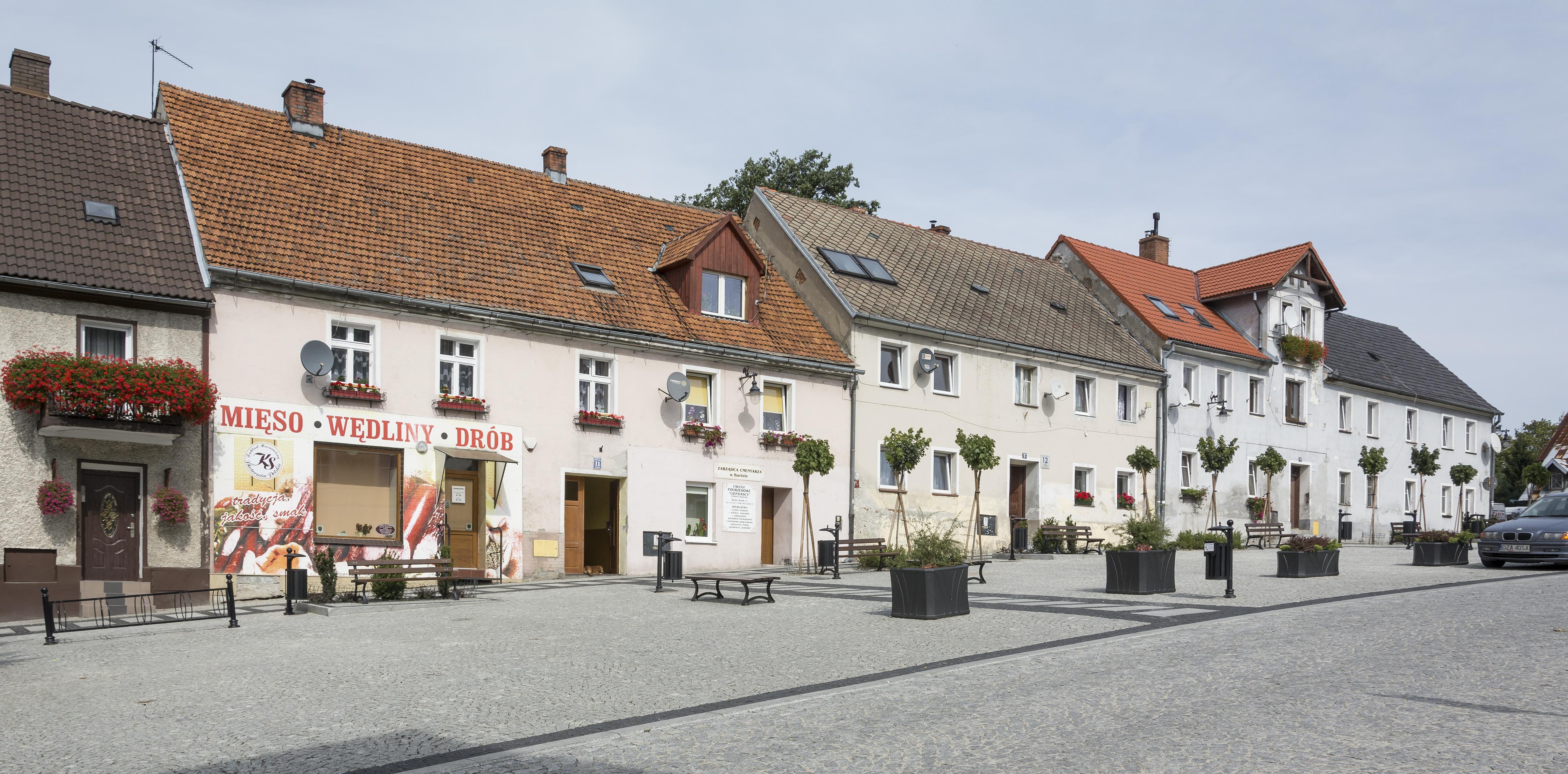
Рыночная площадь